# Park Merwestein
Park Merwestein is het oudste stadspark van de stad Dordrecht, in de Nederlandse provincie Zuid-Holland. Het is gelegen in de 19e-eeuwse schil en is ontstaan uit een oud landgoed genaamd Merwestein. In 1885 werd de gemeente Dordrecht de eigenaar van het landgoed.

## Geschiedenis
Otto Boudewijn 't Hooft van Benthuizen, lid van de Eerste Kamer, is rond 1850 reeds eigenaar van een gedeelte van het - dan al aanzienlijke - landgoed. Door aankoop van belendende percelen krijgt het landgoed grofweg de omvang die het nu nog heeft.
Op dit terrein laat 't Hooft  van Benthuizen een chaletachtige villa, een koetshuis, een tuinmanswoning en nog enkele opstallen bouwen. Hij geeft zijn landgoed een nieuwe naam: Merwestein.
Na het overlijden van de vrouw van 't Hooft van Benthuizen dreigt het landgoed verkocht te worden aan grondspeculanten. Mede vanwege die dreiging en vanwege het gemis van een stadspark besluit een aantal burgers een inzameling te houden. De aankoopsom van fl 80.000,- wordt in korte tijd opgebracht door de Dordtse bevolking. Met de gemeente wordt overeengekomen dat zij het bedrag geschonken krijgt, mits ze het landgoed aankoopt en het als stadspark in gebruik zal nemen. Op zondag 10 mei 1885 wordt Park Merwestein voor het publiek opengesteld, niet alleen voor wandelaars maar ook voor paarden en rijtuigen. De villa doet enkele jaren dienst als ambtswoning van de burgemeester.
Tijdens de Tweede Wereldoorlog neemt de Wehrmacht bezit van het park. Ze bouwen diverse bunkers en barakken in het park. Tijdens een bombardement van de Royal Air Force op 24 oktober 1944 wordt het park gebombardeerd. Hierbij zouden 2 generaals, 55 stafofficieren en 200 manschappen slachtoffer zijn geworden, maar aan dit verhaal werd getwijfeld doordat bewijzen van die Duitse slachtoffers ontbraken. Het aantal Dordtse slachtoffers kwam op 69 te staan, vooral leerlingen en personeelsleden van de Dordtse Buitenschool. De villa en het koetshuis zijn geraakt en worden nooit meer herbouwd. Het herstel van het park na de oorlog duurt twee jaar. Op de plek waar de villa stond, wordt in 1952 een oorlogs- en bevrijdingsmonument geplaatst van Hans Petri, getiteld: De Levensboom.

## Monument
Het park als geheel en enkele specifieke onderdelen in het park staan op de gemeentelijk monumentenlijst van Dordrecht.

## Officiële naam
Door de jaren heen zijn er verschillende namen en schrijfwijzen ontstaan, zoals het Merwesteinpark, park Merwesteijn, park Merwesteyn, of variaties daarvan. Gebaseerd op oude documenten is uiteindelijk gekozen voor een uniforme schrijfwijze van de naam van het park: Park Merwestein.

## Inrichting
Het park is oorspronkelijk ontworpen in Engelse Landschapsstijl, door dhr. C. Kwast. Nu nog wordt het gekenmerkt door grote grasvelden, met veel bomen, kronkelende grindpaden en enkele waterpartijen. Ook zijn er op twee plekken bosachtige paden. De tuinmanswoning is de enige overgebleven oorspronkelijke bebouwing binnen het park.
Vanwege een groot aantal bijzondere bomen is er een bomenroute aangelegd. Het park heeft een flinke populatie eenden, enkele ganzen en zwanen, maar onderscheidt zich voornamelijk door de roedel damherten. Voor kleine kinderen is er een speeltuin.

## Galerie

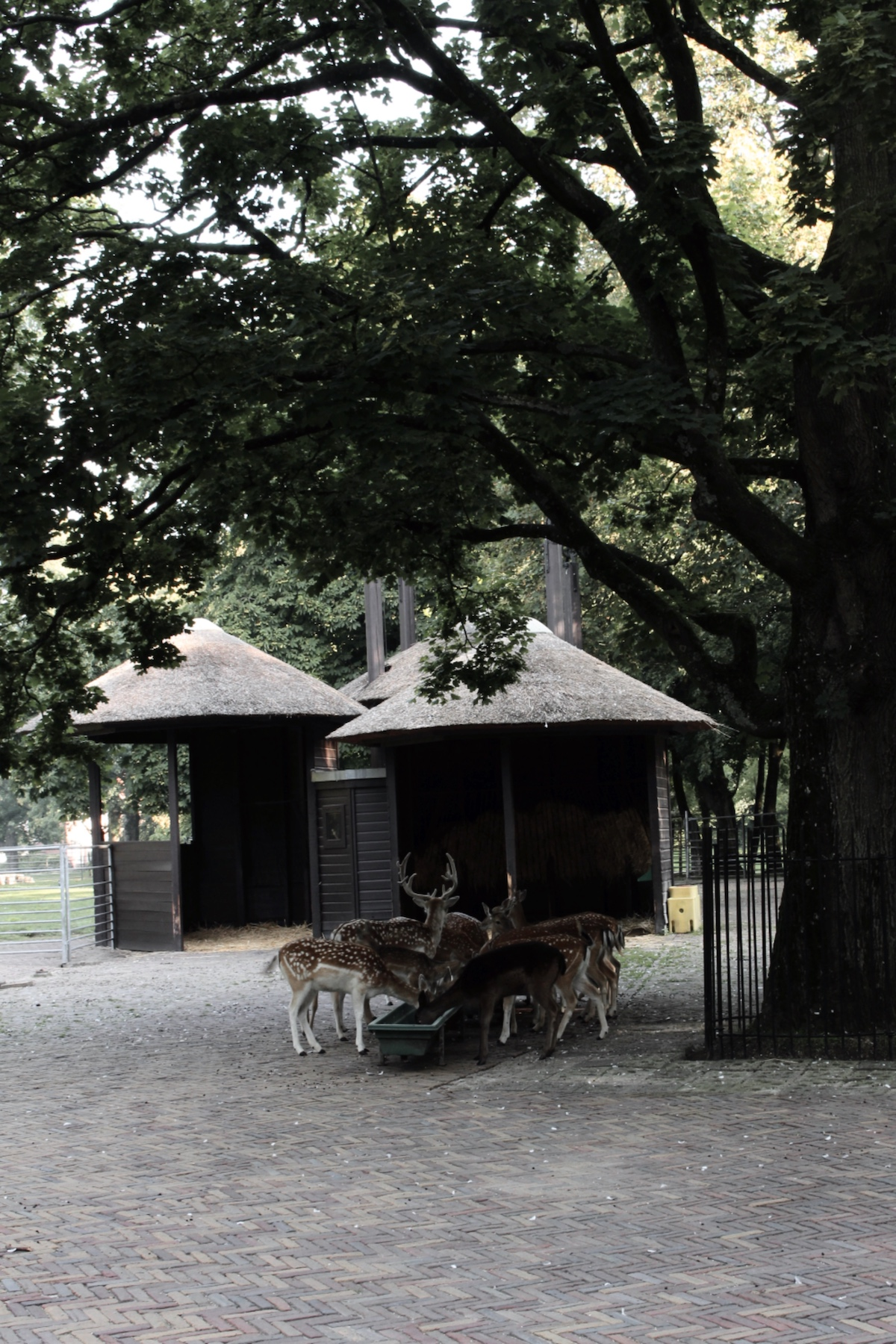
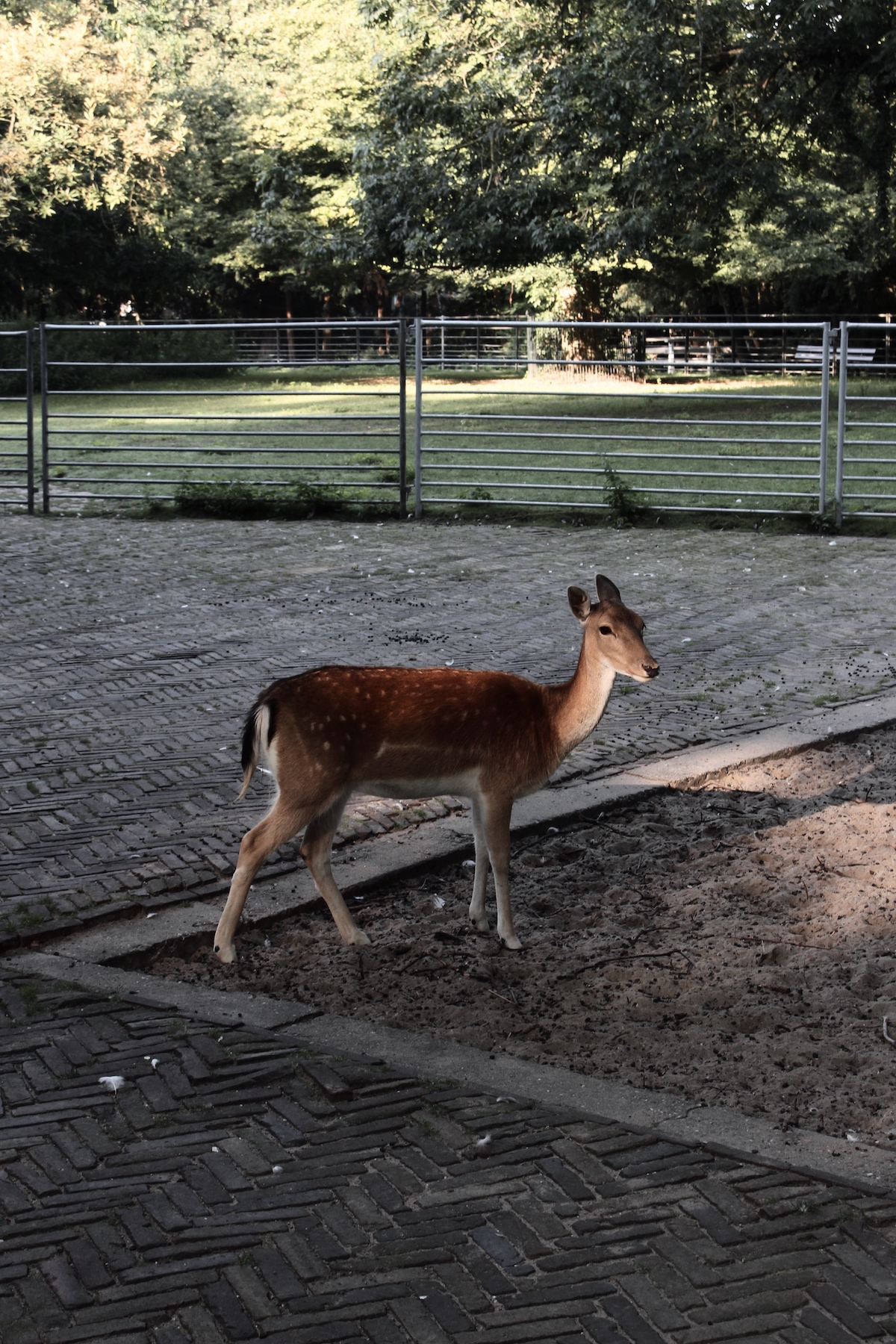
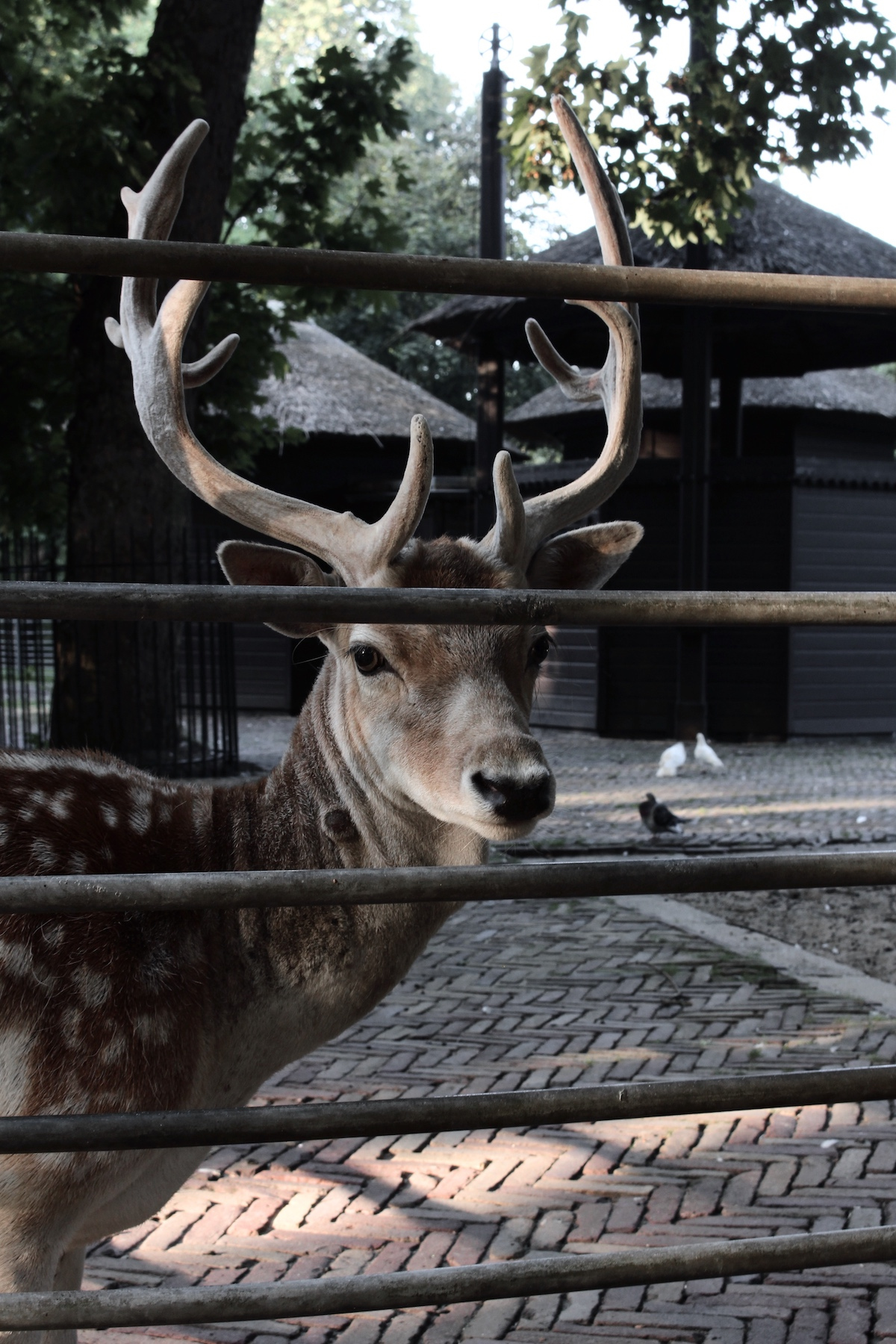
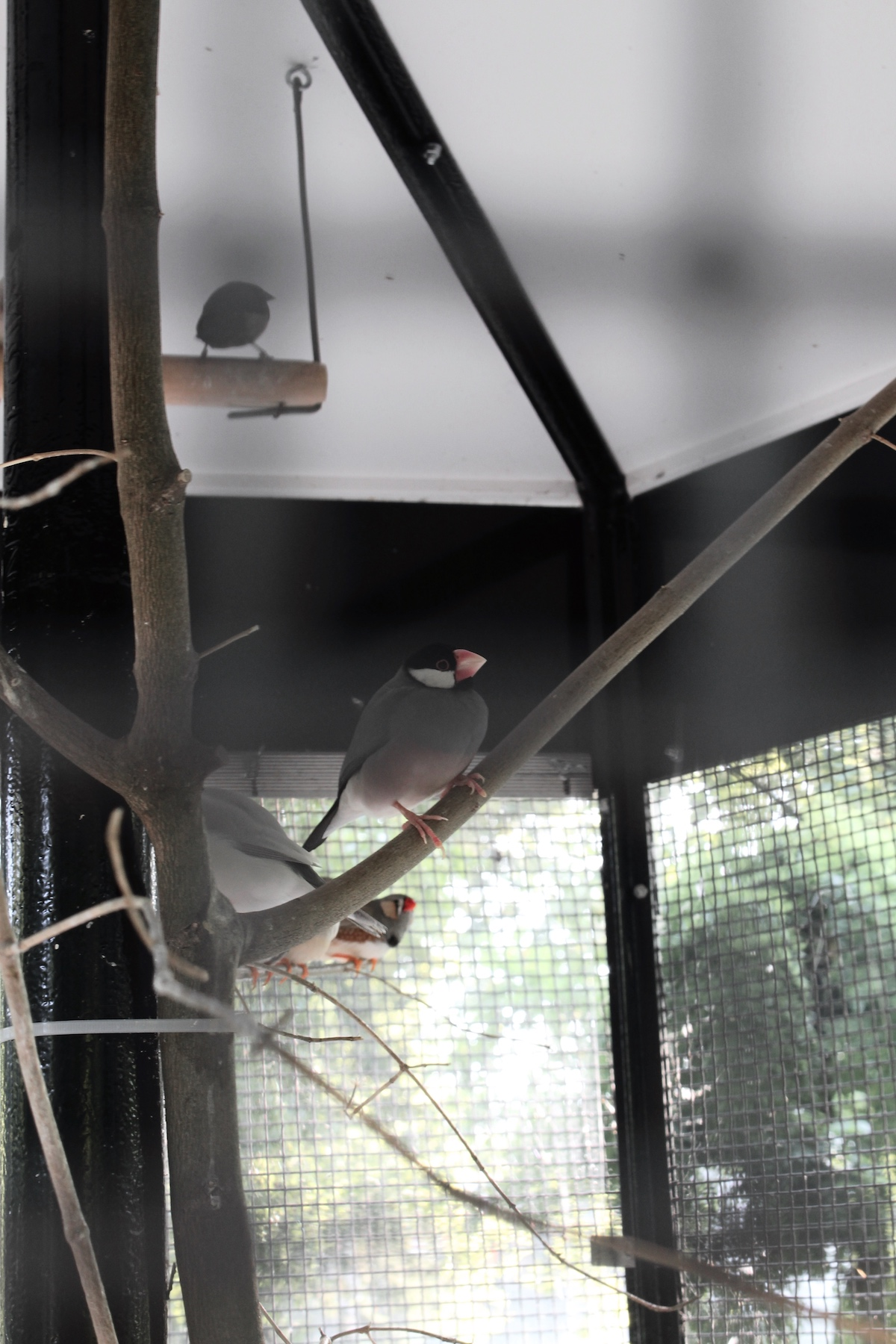
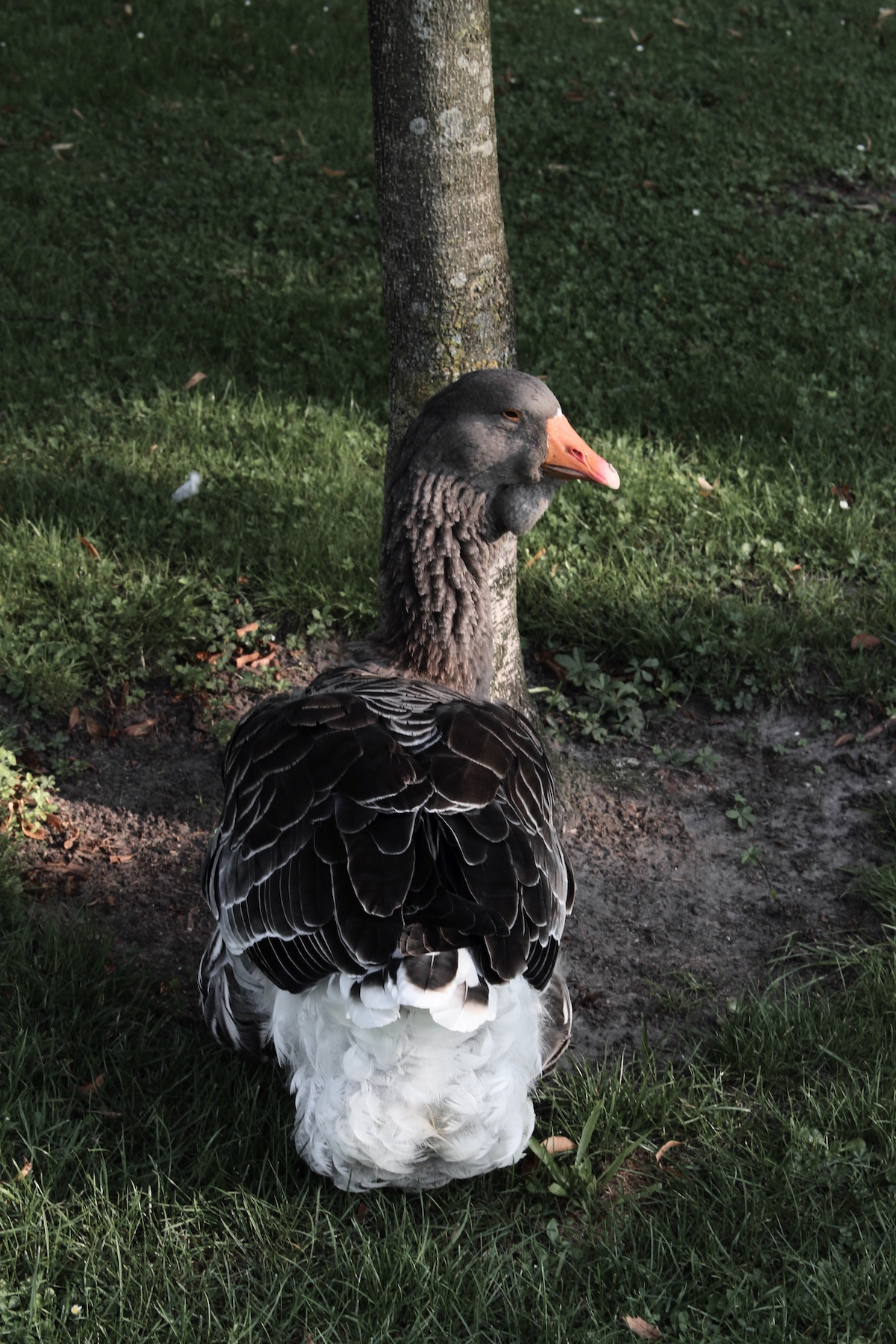
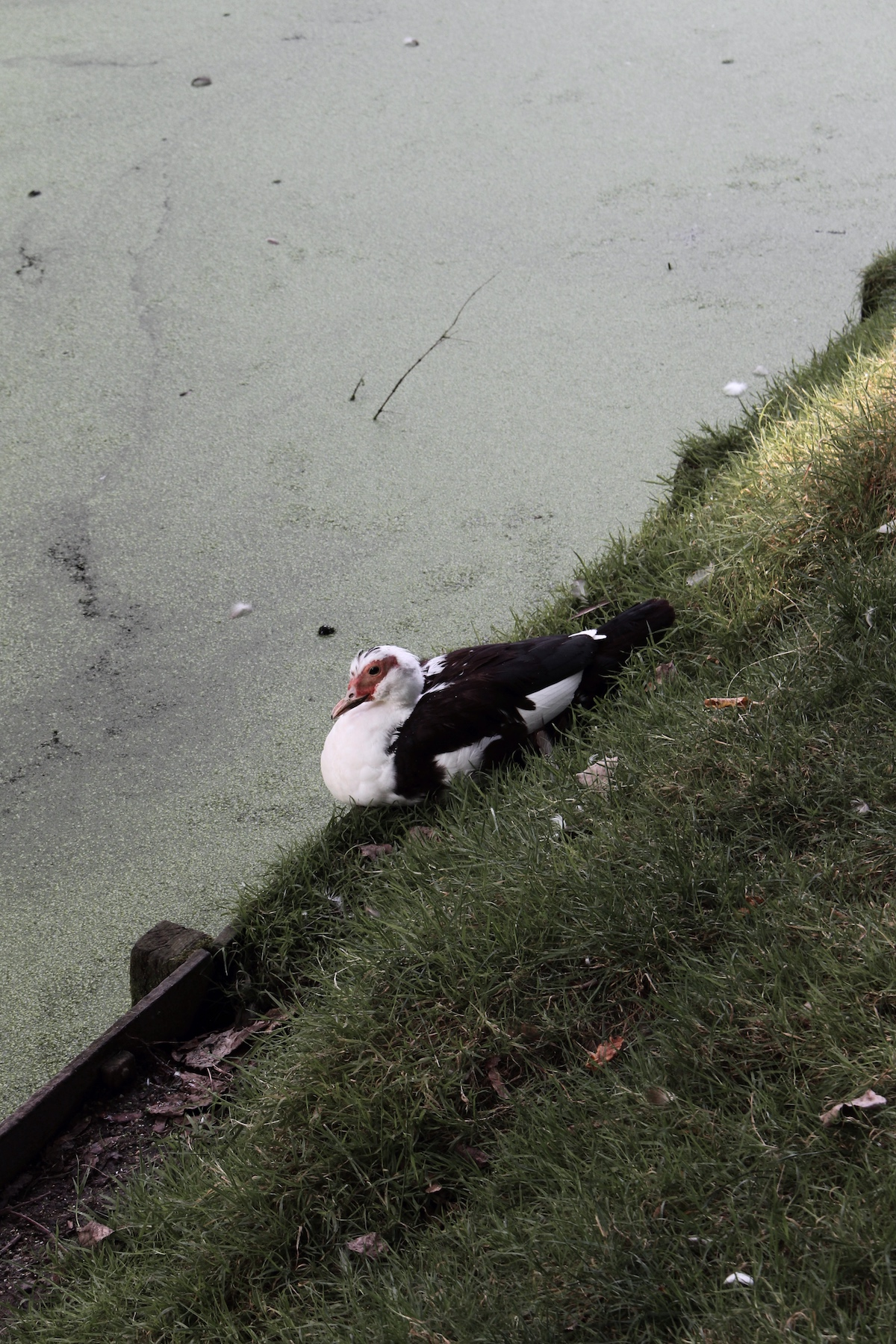